# Schaffgotschové
Schaffgotschové, také někdy uváděni jako Šafgočové, jsou starobylý šlechtický rod německého původu, od 14. století usazený ve Slezsku. Pochází z oblasti Frank a původně se připomíná pod jménem Scof, respektive Schoff. Od německých jmen jejich nejstarších slezských sídel Kynast (=Chojnik) a Greiffenstein (=Gryf) vychází jejich šlechtická titulatura (hrabě Schaffgotsch, svobodný pán z Kynastu a Greiffensteinu). V 17. století se rod rozdělil na českou a slezskou větev, oběma liniím patřil rozsáhlý majetek na polské a české straně Krkonoš. Obě větve dosáhly hraběcího titulu, ale zatímco význam české větve poklesl v 19. století, slezská linie si díky bohatství z těžby uhlí udržela vysoké postavení až do roku 1945.

## Česká větev
Zakladatelem české větve byl válečný zbohatlík Jan Arnošt (1623–1695), který díky sňatkům i vlastními nákupy získal majetek v Čechách a v roce 1681 byl povýšen do hraběcího stavu. Dědičný hraběcí stav pro celou rodinu získal až v roce 1703 jeho synovec Jan Arnošt Antonín (1675–1747), který zastával vysoké úřady a byl nejvyšším purkrabím Českého království. V 18. století dosáhla česká větev svého vrcholu, patřil jim rozsáhlý majetek ve východních Čechách, členové rodu zastávali funkce ve státní správě a hodnosti v armádě. V církvi se uplatnili českobudějovický biskup Jan Prokop (1748–1813) a brněnský biskup Antonín Arnošt (1804–1870).

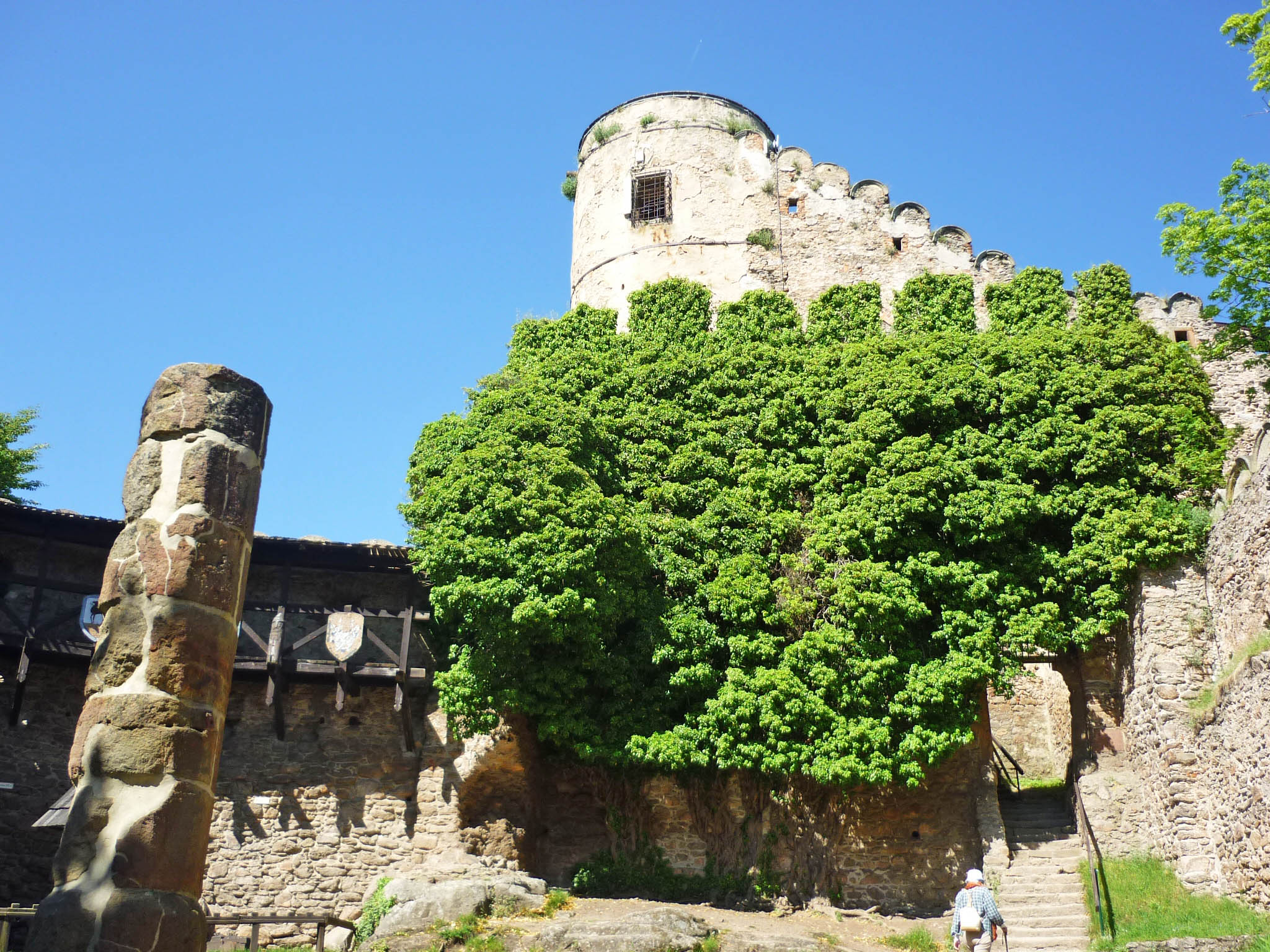
Zřícenina hradu Chojnik (Kynast) v Polsku

Kvůli špatnému hospodaření i díky přecházení statků na spřízněné rody se majetek Schaffgotschů v Čechách začal rozpadat již koncem 18. století, posledním pozemkovým statkem v jejich vlastnictví byly Biskupice na Svitavsku. Jejich majitelem byl Jan Josef (1794–1874), který byl poslancem Moravského zemského sněmu a od roku 1861 i dědičným členem rakouské Panské sněmovny, v dalších generacích však Schaffgotschové v Českém království už nevlastnili žádný majetek. Posledním potomkem české větve byl Bedřich Karel (1905–1993), který žil v Rakousku.

## Slezská větev
Ze slezské linie byl do říšského panského stavu povýšen Kryštof (1552–1601) v roce 1592, který vystavěl zámek Grodztwo v dolnoslezské Kamienné Góře. Jeho syn Jan Oldřich (1595–1635) vynikl za třicetileté války jako císařský generál, jako stoupenec Albrechta z Valdštejna byl však popraven v Řezně a byly mu zabaveny statky. Jeho syn Kryštof Leopold (1623–1703) dosáhl rehabilitace rodiny i navrácení majetku a z vděčnosti nechal postavit na Sněžce kapli sv. Vavřince. Později byl prezidentem zemské komory ve Slezsku, uplatnil se také jako diplomat a v roce 1700 získal český hraběcí titul. Nejvýznamnějším členem slezské větve byl umělecky založený kníže-biskup ve Vratislavi Filip Gotthard (1715–1795).

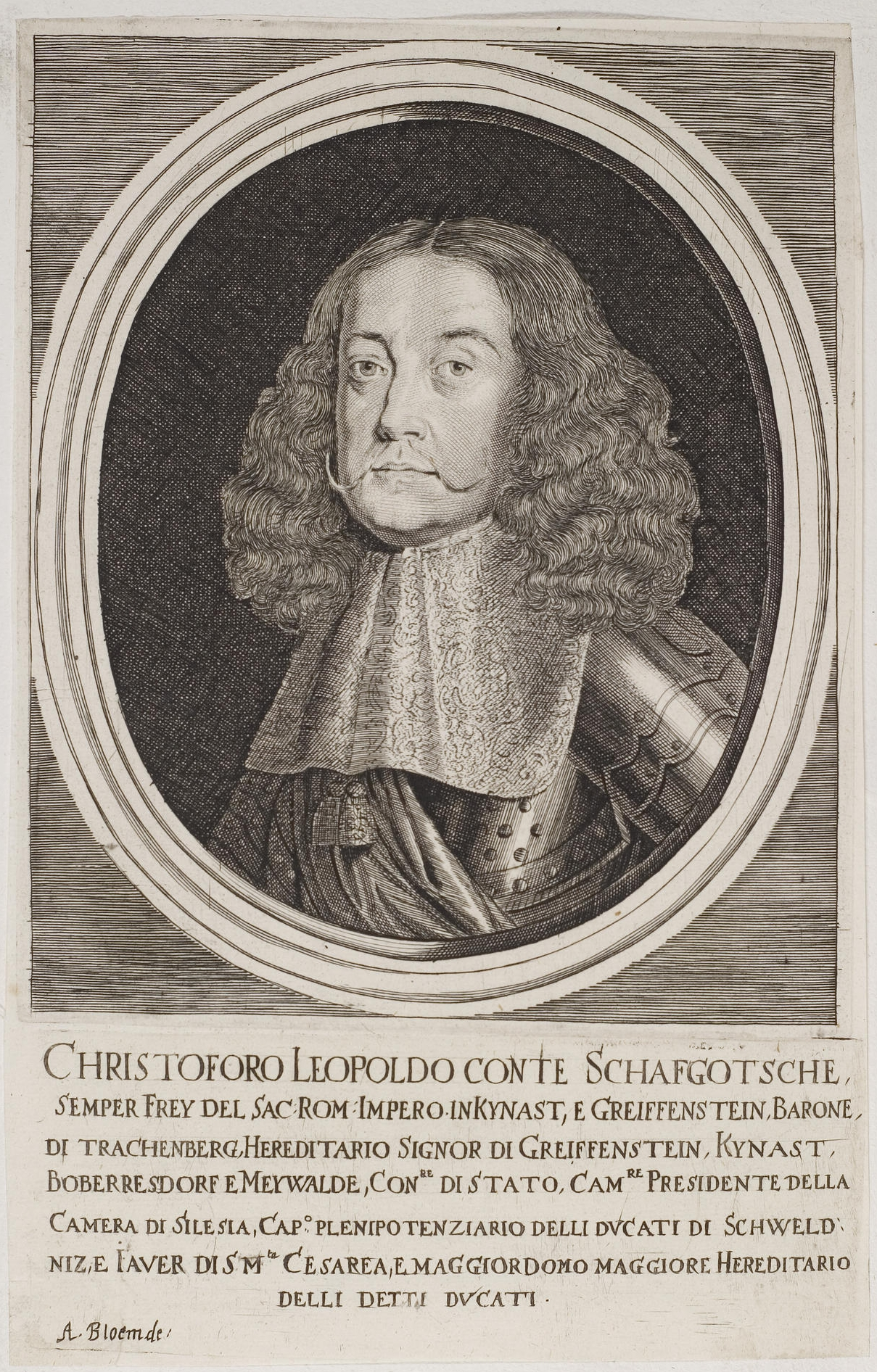
Hrabě Kryštof Leopold ze Schaffgotsche (1623–1703)

Hmotné zázemí slezské linie bylo lepší než u českých Schaffgotschů, což dokládá výstavba monumentálního městského paláce ve Slezských Teplicích (1784–1788). Iniciátorem jeho vzniku byl Jan Nepomuk (1732–1808), který pro svůj rod získal dědičnou hodnost zemského hofmistra ve Svídnici, v 19. století jim připadlo i dědičné místo v pruské Panské sněmovně. Později slezští Schaffgotschové převzali jako dědicové uhelného magnáta Karola Godully rozsáhlé podnikatelské aktivity ve Slezsku. Společnost Gräflich Schaffgotsch’sche Werke zaměstnávala v uhelných dolech a továrnách přes pět tisíc dělníků. Vysoké výnosy z podnikání se také odrazily ve výstavbě dalších rodových sídel v 19. století. Na zámku Kopice a v městském paláci ve Slezských Teplicích žili Schaffgotschové do roku 1945, kdy jim byly majetky zestátněny, dnes potomci žijí v Německu a Rakousku.

## Vývoj majetkových poměrů v Čechách a ve Slezsku

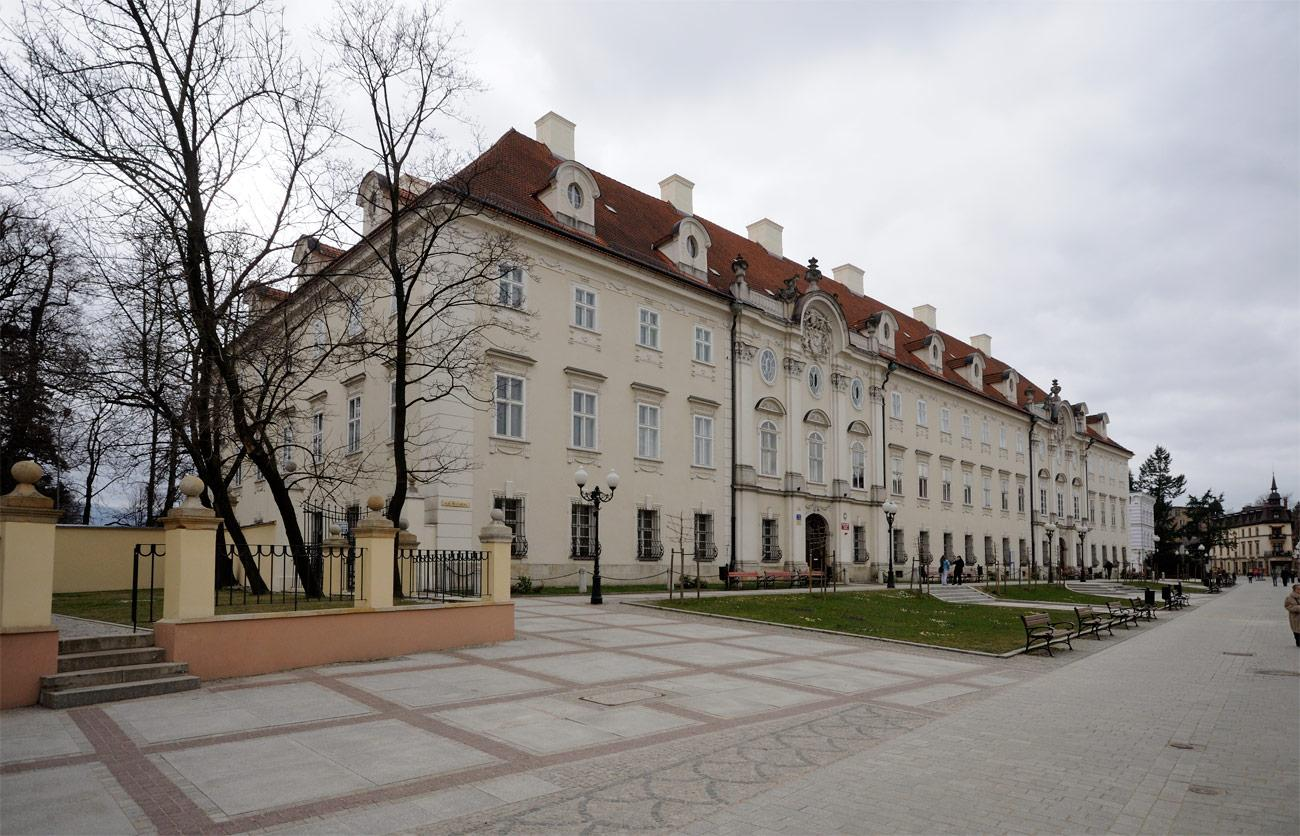
Městský palác Schaffgotschů ve Slezských Teplicích

### Česká větev
Zakladatelem pozemkového vlastnictví v Českém království byl Jan Arnošt (1623–1695), který již v roce 1649 koupil statek Obědovice, po své druhé manželce Marii Salomeně Bukovské pak v roce 1656 zdědil panství Sadová a Bílá Třemešná, později přikupoval i další menší statky (Sobětuchy, 1678). Kromě toho byl od roku 1663 majitelem domu č.p. 7 v Panské ulici v Praze (dnešní Kounický palác). Ačkoliv byl třikrát ženat, nezanechal potomstvo a ze svých statků vytvořil v roce 1686 rodinný fideikomis pro svého synovce Jana Arnošta Antonína (1675–1747).
Jan Arnošt Antonín sňatkem s Marií Barborou z Valdštejna připojil ke svým statkům Lázně Bělohrad a Horní Maršov. Zadlužení majetku dosáhlo v 18. století takové výše, že c.k. plukovník Jan Arnošt (1742–1825) musel požádat o zrušení fideikomisu a v roce 1786 prodal Sadovou a Bílou Třemešnou. Lépe se rodině dařilo na Horním Maršově, k němuž Josef Vilibald (1706–1772) přikoupil rozsáhlá krkonošská polesí až ke Sněžce. Tehdy došlo k úzkému propojení českých a slezských majetků, protože na polské straně Krkonoš se nacházelo nejstarší rodové sídlo hrad Chojnik.

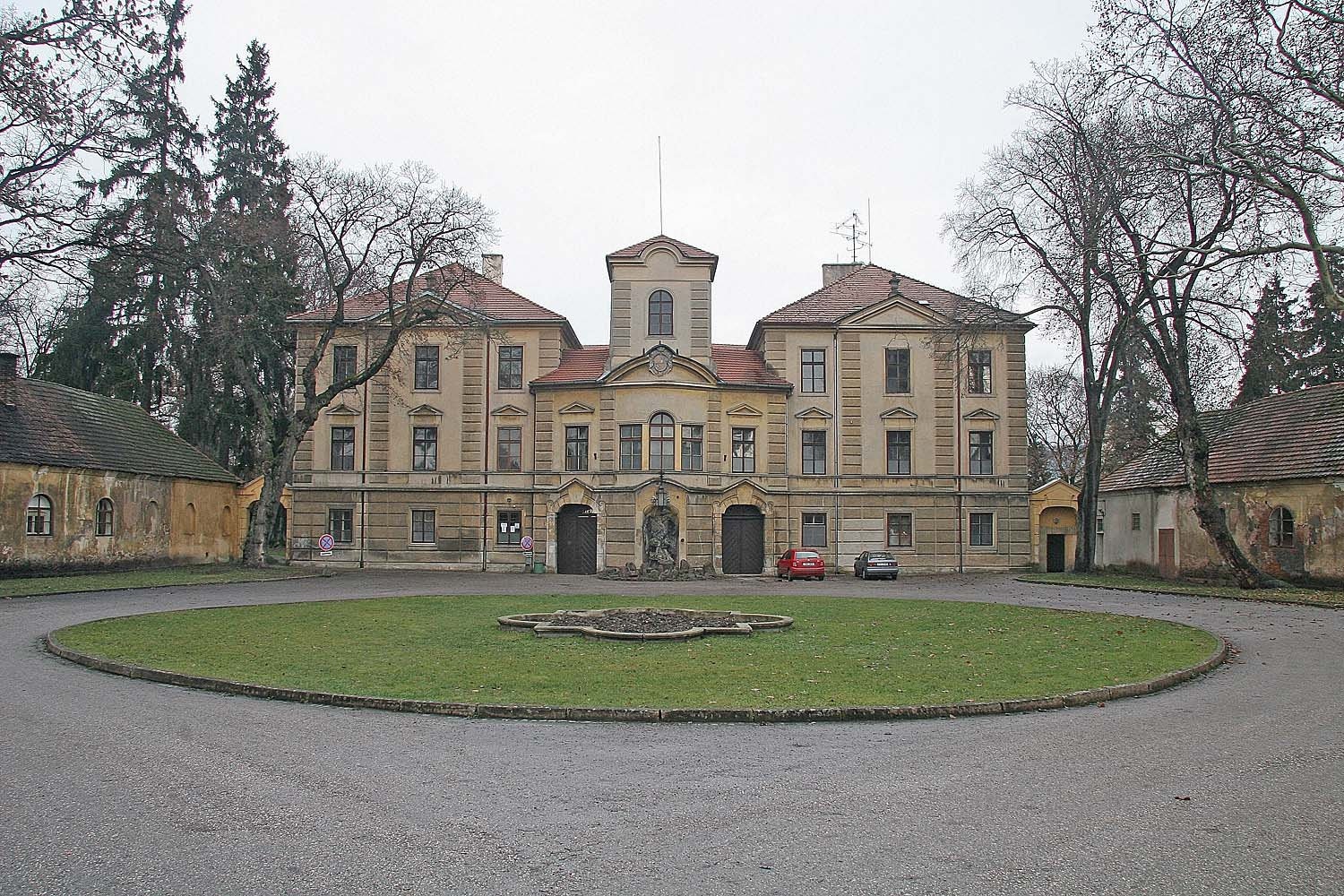
Zámek v Lázních Bělohrad

K dočasnému rozšíření rodového majetku ve východních Čechách došlo v roce 1813, kdy Jan Josef (1794–1874) převzal jako dědictví po matce z rodu Blümegenů panství Dolní Adršpach. To prodal již v roce 1820, ale další součást blümegenovského dědictví, Biskupice na Svitavsku, zůstalo majetkem jeho potomků do roku 1874, kdy sňatkem přešlo na rod Thurn-Taxisů. V 19. století došlo i ke ztrátě Horního Maršova, když Jan Josef (1741–1806) měl jen dcery a sňatkem jedné z nich přešel Horní Maršov s Bělohradem na rod Aichelburgů.

### Slezská větev
Ze slezské linie pobýval na území dnešní České republiky vratislavský biskup Filip Gotthard (1715–1795), který učinil ze svého sídla v Javorníku centrum společenského a kulturního života. Jeho mladší bratr Antonín Gotthard (1721–1811) koupil v roce 1791 nedaleko od Javorníku statek Vlčice a na zdejším zámku pak jeho potomci sídlili až do roku 1921. Majetkem Antonína Gottharda a jeho syna Josefa byl krátce také honosný zámek Kravaře (1787–1815), který byl dočasně hlavním rodovým sídlem. Po prodeji Kravař přesídlila rodina Josefa ze Schaffgotsche na empírový zámeček Kociánka v Brně. Z finančních důvodů později došlo k pronájmu Kociánky Královopolské strojírně a nakonec k prodeji v roce 1914. V Brně se také nacházela rodinná hrobka Schaffgotschů, zanikla však v roce 1946 při stavbě železniční trati.

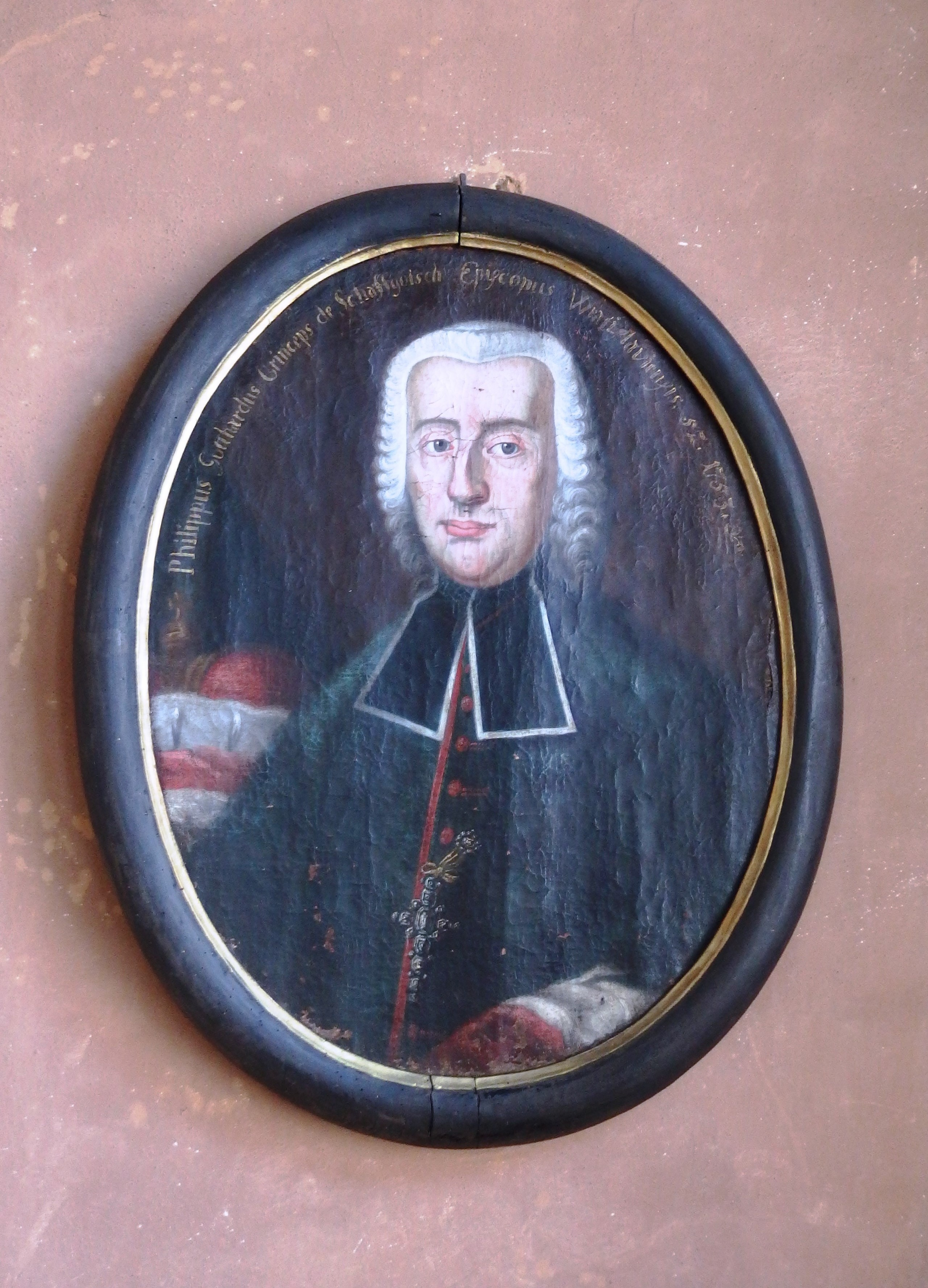
Filip Gotthard ze Schaffgotsche (1715–1795), kníže-biskup ve Vratislavi

V dnešním Polsku byl nejstarším rodovým sídlem hrad Chojnik, od jehož německého názvu Kynast vycházel i jeden z rodových titulů (svobodný pán z Kynastu). V chojnickém podhradí vznikla významná památka na rod Schaffgotschů, monumentální barokní palác ve Slezských Teplicích, který nechal v letech 1784–1788 postavit Jan Nepomuk (1732–1808). Posledním významným stavebníkem z rodu Schaffgotschů byl Hanuš Oldřich (1831–1915), který se oženil s Johannou Gryczik von Schomberg-Godulla (1842–1910), dědičkou uhelného magnáta Karola Godully. Po Godullovi převzali Schaffgotschové podnikatelské aktivity v těžbě uhlí a vysoké výnosy umožnily Hansu Ulrichovi postavit novogotický palác v Kopicích a městský palác ve Vratislavi. 

Dne 28. října 2019 díky společenské iniciativě pana Macieje Mischoka z Katovic a faráře Jarosława Szeląga z Kopic exhumovali celou rodinu Schaffgotschů

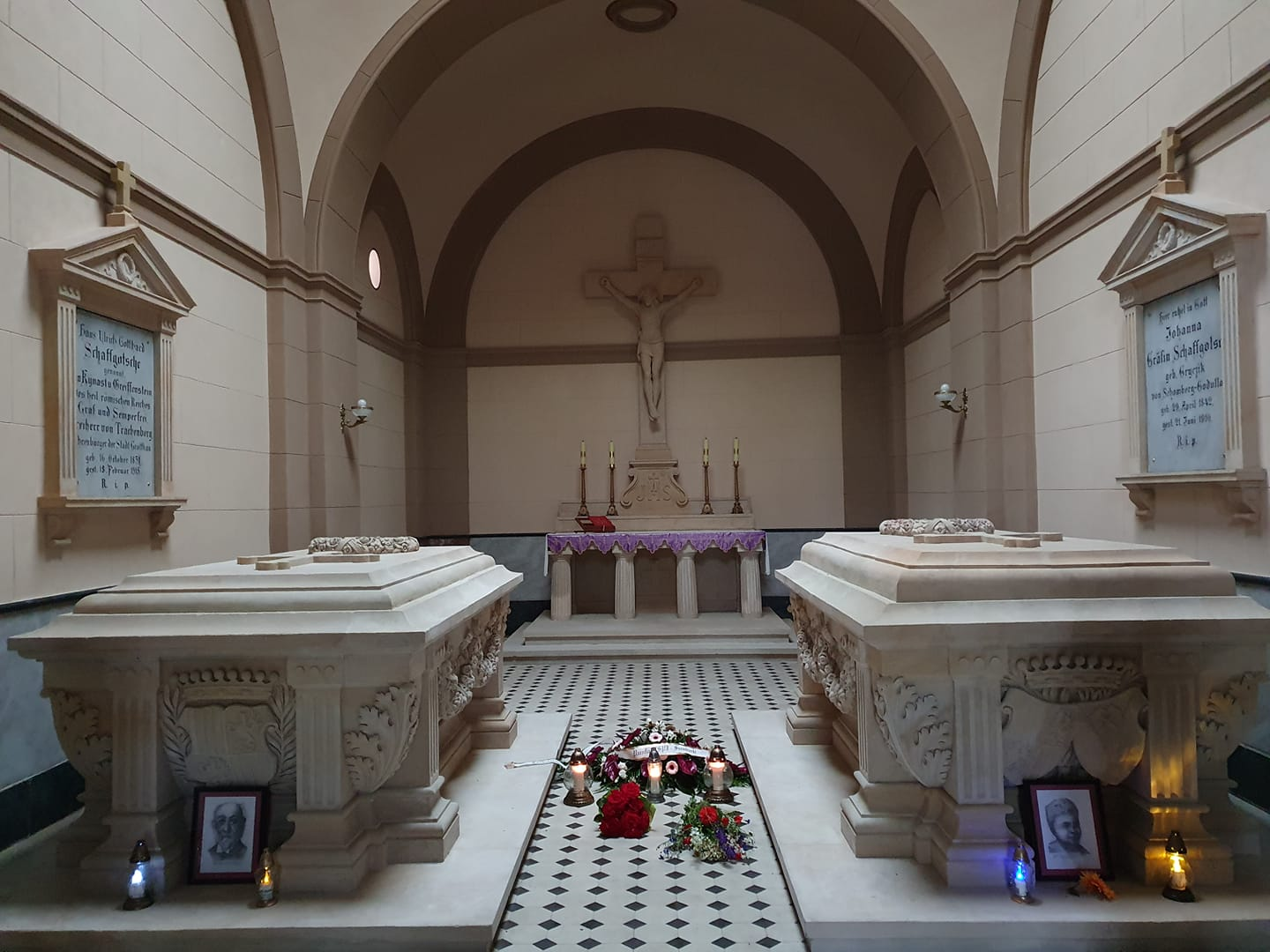
Interiér zrekonstruovaného Schaffgotschova mauzolea.

Po druhé světové válce byly Schaffgotschovy hrobky v Kopicích zničeny a těla znesvěcena. Teprve po přestavbě mauzolea v Kopicích mohli být opět důstojně pohřbeni.

## Přehled rodových sídel v českých zemích
- Bílá Třemešná (1656–1786)
- Biskupce (1811–1874)
- Horní Maršov (1724–1829)
- Hostinné (1758–1765)
- Kravaře (1787–1815)
- Lázně Bělohrad (1724–1818)
- Sadová (1656–1786)
- Vlčice(1791–1921)

## Významné osobnosti rodu
- Jan Arnošt Antonín ze Schaffgotsche (1675–1747), nejvyšší purkrabí Českého království
- Filip Gotthard ze Schaffgotsche (1715–1795), kníže-biskup vratislavský
- Jan Prokop ze Schaffgotsche (1748–1813), biskup českobudějovický
- Jan František ze Schaffgotsche (1792–1866), rakouský generál
- Jan Josef ze Schaffgotsche (1794–1874), poslanec Moravského zemského sněmu
- Antonín Arnošt ze Schaffgotsche (1804–1870), biskup brněnský

## Pohřebiště
- Mauzoleum Schaffgotschů v Raszowě
- Mauzoleum Schaffgotschů v Kopicích